# راضية فرتول
راضية فرتول (18 ديسمبر 1974) هي مدربة كرة قدم جزائرية ولاعبة سابقة لعبت في خط الوسط. كانت أيضًا لاعبة دولية، حيث لعبت أولى مبارياتها مع للمنتخب الجزائري في عام 1998.

## مسيرتها
في 5 يوليو 1997، لعبت في ملعب 5 يوليو 1962 في مباراة بين فريقين إقليميين، وكانت بمثابة الافتتاح لنهائي كأس الجزائر للرجال. وقد لاقى هذا الحدث استحسانًا كبيرًا من الجمهور وأدى إلى تشكيل منتخب الجزائر لكرة القدم للسيدات، والذي أصبحت قائدته. في 14 مايو 1998، لعبت في أول مباراة رسمية للفريق، والتي خسرها الفريق أمام فرنسا بنتيجة 14-0.

## مهنة التدريب
أسست أول نادي كرة قدم نسائي في الجزائر عام 1998، وهو القسم النسائي لنادي مشعل بودراع صالح قسنطينة. وصلت معه إلى نهائي كأس الجزائر للسيدات قبل أن يُحل بسبب نقص الموارد. ثم انضمت إلى نادي بجاية لمدة أربع سنوات.
ثم أسست نادي كرة القدم للسيدات Filles de la Concorde de Constantine في عام 2004. قادت الفريق للفوز ببطولة الجزائر للسيدات في عام 2018.
عملت مدربة مساعدة لفريق الناشئين الجزائري للسيدات من عام 2007 إلى عام 2010 وعُينت مدربة مساعدة لفريق السيدات الوطني الأول في عام 2008. في 29 أغسطس 2018، عُيّنت مدربةً رئيسيةً لفريق الجزائر، خلفًا لعز الدين شيح. وبذلك أصبحت أول امرأة تتولى منصب مدرب فريق كرة قدم وطني في العالم العربي. قادت الجزائر في كأس الأمم الإفريقية للسيدات 2018، حيث خرج الفريق من مرحلة المجموعات. ونتيجة لذلك، أعفاها الاتحاد الجزائري لكرة القدم من منصبها في 25 ديسمبر 2018. ومع ذلك، ظلت رئيسة لجنة كرة القدم النسائية في الاتحاد بينما استمرت في العمل مدربة لنادي كونستانتين لكرة القدم.
في عام 2020، عيّنها الاتحاد الأفريقي لكرة القدم مدربة إقليمية للسيدات. استأنفت دورها بصفة مدربة رئيسية في عام 2021 وقادت الجزائر إلى الدور نصف النهائي من كأس العرب للسيدات 2021. وطردت بعد فشلها في التأهل لكأس الأمم الأفريقية للسيدات 2022.
في سبتمبر 2023، عيّنها نادي نادي الأمل الرياضي، أحد أندية الدرجة الأولى السعودية للسيدات، مدربة رئيسية للفريق. ونجحت في قيادة الفريق إلى صعود تاريخي إلى الدوري الممتاز.

## روابط خارجية
- راضية فرتول على الأرشيف الرياضي العالمي

- راضية فرتول  على سكروي